# 614
سنة 614 كانت سنة بسيطة تبدأ يوم الثلاثاء حسب التقويم اليولياني، تم استخدام الفئة 614 لهذا العام منذ أوائل العصور الوسطى، عندما أصبح عصر التقويم بعد الميلاد هو الأسلوب السائد في أوروبا لتسمية السنوات.

## أحداث
- احتل كسرى الثاني الشام

## مواليد
- الفضل بن العباس، ابن عم النبي محمد.